# Guntis Peders
Guntis Peders (* 15. August 1973 in Valmiera, LSSR, Sowjetunion) ist ein ehemaliger lettischer Hürdenläufer, der sich auf die 110-Meter-Distanz spezialisiert hat. Seinen größten Erfolg feierte er mit dem Gewinn der Silbermedaille über 60 m Hürden bei den Halleneuropameisterschaften 1996 in Stockholm.

## Sportliche Laufbahn
Erste internationale Erfahrungen sammelte Guntis Peders im Jahr 1993, als er bei den Hallenweltmeisterschaften in Toronto mit 7,91 s in der ersten Runde im 60-Meter-Hürdenlauf ausschied. Im Juli belegte er dann bei der Sommer-Universiade in Buffalo in 14,17 s den siebten Platz über 110 m Hürden. Im Jahr darauf kam er bei den Halleneuropameisterschaften in Paris mit 7,82 s nicht über den Vorlauf über 60 m Hürden hinaus und im August schied er bei den Freiluft-Europameisterschaften in Helsinki mit 15,57 s in der ersten Runde über 110 m Hürden aus. 1995 schied er bei den Weltmeisterschaften in Göteborg mit 13,84 s im Viertelfinale aus und im Jahr darauf gewann er bei den Halleneuropameisterschaften in Stockholm in 7,65 s die Silbermedaille über 60 m Hürden hinter seinem Landsmann Igors Kazanovs. Im Juli erreichte er bei den Olympischen Sommerspielen in Atlanta das Viertelfinale über 110 m Hürden und schied dort mit 13,59 s aus. 1997 schied er bei den Weltmeisterschaften in Athen mit 13,55 s ebenfalls im Viertelfinale aus und im Jahr darauf schied er bei den Europameisterschaften in Budapest mit 13,78 s im Semifinale aus. 1999 beendete er dann seine aktive sportliche Karriere im Alter von 26 Jahren.
In den Jahren 1996, 1998 und 1999 wurde Peders lettischer Meister im 110-Meter-Hürdenlauf sowie 1996 Hallenmeister über 60 m Hürden.

## Persönliche Bestleistungen
- 110 m Hürden: 13,47 s (+0,3 m/s), 9. Juni 1996 in Tallinn
  - 60 m Hürden (Halle): 7,65 s, 9. März 1996 in Stockholm